# 黄水河 (渤海)
黄水河是中国胶东半岛的一条河流。

## 概况
发源于栖霞市寺口镇西南疃一带的群山中，向北经栖霞市寺口、苏家店和龙口市丰仪、石良、诸由、羊岚等乡镇地，于黄河营东注入渤海。全长53公里，流域面积983平方公里。流经地龙口市石良镇以南为丘陵区，以北为平原区。